# Euphyia vallantinaria
Euphyia vallantinaria là một loài bướm đêm trong họ Geometridae.